# Meststropharia
De meststropharia (Deconica merdaria) is een schimmel behorend tot de familie Strophariaceae. Deze coprofiele saprotroof die voorkomt op oude mest, soms ook op slootmodder en compost. Hij komt vaak voor op mest van grote grazers, zoals koeien en paarden en minder vaak voor op konijnenmest. Vruchtlichamen komen voor van juli tot november. 

## Kenmerken
Hoed
De hoed heeft een diameter van 10 tot 40 mm. Het oppervlak is in het begin halfbolvormig en ten slotte uitspreidend, soms met een lichte umbo, met een ietwat ingebogen hoedrand. De hoed is hygrofaan en niet doorschijnend gestreept. Het oppervlak is glad en wordt ietwat plakkerig in vochtige toestand. 
Lamellen
de lamellen staat matig uit elkaar. Ze zijn aanvankelijk geelachtig, maar worden door de sporen donkerbruin.
Steel
De steel heeft een lengte van 3 tot 9 cm en een dikte van 1 tot 6 mm. Het heeft een subtiel vezelig ringetje op de steel.
Sporen
De sporen zijn donker paarsbruin, afgeplat, ellipsoid tot langwerpig in zijaanzicht, met verdikte, bruine wand en grote apicale kiempore en meten 10,5-12,5(-14,0) × 6,0-8,0 × 6,0-7,5 µm. Het Q-getal is 1,4 tot 1,7 en Qgemiddeld is 1,6 to 1,7. Pleurocystidia ontbreken. Cheilocystidia zijj  flesvormig met een stompe nek en meten 20-33 tot 6,6-8,8 µm. De wand heeft een dikte van 3,3 tot 4,4 µm.
Geur en smaak
De geur doet denken aan chocolade en de smaak is mild.

## Verspreiding
De meststropharia  komt voor in Noord-Amerika, Europa, Japan, Australië en Nieuw-Zeeland. In Nederland komt de hij vrij algemeen voor. Hij staat op de rode lijst in de categorie 'Kwetsbaar' .